# Ángel Edo
Ángel Edo Alsina (* 4. August 1970 in Gavà) ist ein ehemaliger spanischer Radrennfahrer.
Ángel Edo Alsina startete 1992 bei den Olympischen Spielen in Barcelona und belegte beim Straßenrennen Platz 15. Ab 1992 fuhr er für das spanische Radsportteam Kelme. In insgesamt acht Jahren gewann er in dessen Diensten die Ruta del Sol und den Gran Premio de Llodio. 1994 und 1995 startete er bei der Tour de France.
Edos wichtigste Erfolge waren zwei Etappensiege beim Giro d’Italia Giro d’Italia 1996 und 1998. 2000 wechselte er zum portugiesischen Team Maia-MSS. Er feierte Etappensiege bei der Asturien-Rundfahrt, der Algarve-Rundfahrt, der Portugal-Rundfahrt und bei der Katalanischen Woche. In der Saison 2005 fuhr er für das ProTeam Saunier Duval-Prodir. Ab 2006 fuhr Edo für das kleine spanische Team Andalucía-Paul Versan, gewann eine Etappe bei der Vuelta a Castilla y León und trug das Spitzenreitertrikot für einen Tag. Im Jahr darauf beendete er seine Radsportkarriere.

## Palmarès
1992
- Gran Premio de Llodio

1994
- Ruta del Sol
- Trofeo Masferrer

1996
- Etappensieg Giro d’Italia

1998
- Etappensieg Giro d’Italia

2006

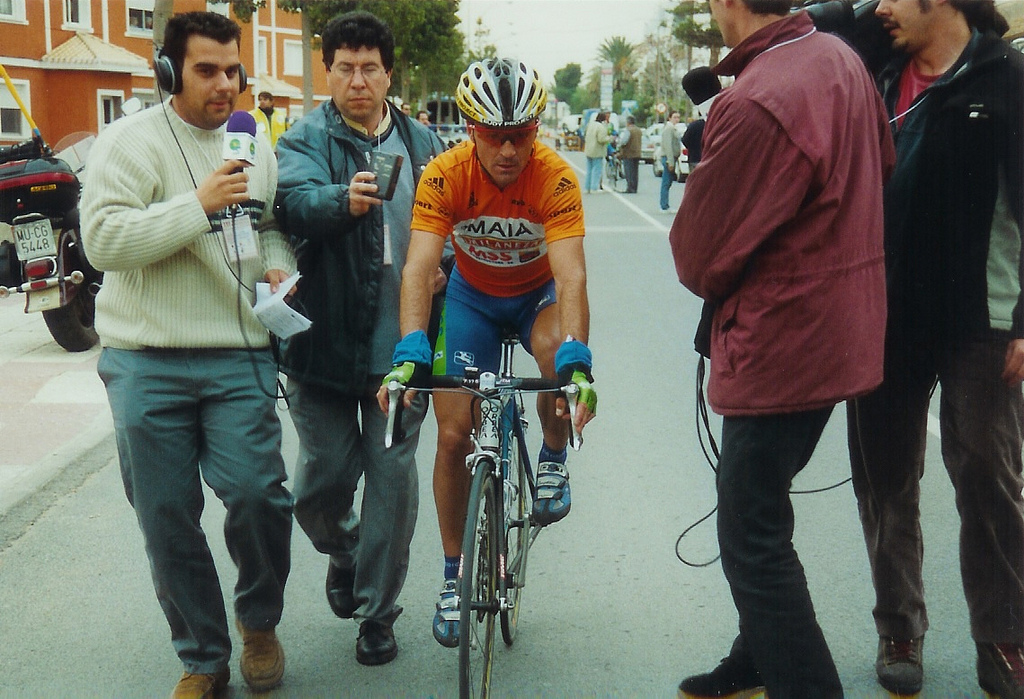

- Etappensieg Vuelta a Castilla y León

## Teams
- 1992 Kelme
- 1993 Kelme-Xacobeo
- 1994 Kelme
- 1995 Kelme-Sureña
- 1996 Kelme-Artiach
- 1997–1999 Kelme-Costa Blanca
- 2000 Maia-MSS
- 2001–2003 Milaneza-MSS
- 2004 Milaneza Maia
- 2005 Saunier Duval-Prodir
- 2006 Andalucía-Paul Versan
- 2007 Vitoria-ASC